# 皮肯斯 (南卡罗来纳州)
皮肯斯（英文：Pickens），是美国南卡罗来纳州下属的一座城市。城市类型是“City”。其面积大约为2.85平方英里（7.38平方公里）。根据2010年美国人口普查，该市有人口3,126人，人口密度约为每平方 英里1,096.84人（约合每平方公里423.51人）。